# كلوستريديوم محرق
كالوراماتور فيرفيدوس, عرفت سابقا باسم كلوستريديوم فيرفيدوس أو الكلوستريديوم المحرق, هي بكتيريا تتبع لمتينات الجدار.

## روابط خارجية
- Type strain of Caloramator fervidus at BacDive - the Bacterial Diversity Metadatabase